# Привітне (Гайсинський район)
Привітне (до 2023 року — Ленінка) — селище в Україні, у Теплицькій селищній громаді Гайсинського району Вінницької області. Входить до складу Сокирянського старостинського округу №5 із центром у селі Сокиряни. Офіційно у селищі проживає 27 людей, з яких – 1 людина працездатного віку та 26 людей віком 60+.

## Історія
12 червня 2020 року, відповідно розпорядження Кабінету Міністрів України № 707-р «Про визначення адміністративних центрів та затвердження територій територіальних громад Вінницької області», село увійшло до складу Бершадської міської громади.
11-ї сесія Теплицької селищної ради 7 скликання від 26 червня 2020 року ухвалила рішення №224-11 „Про перейменування селища Ленінка Теплицького району Вінницької області на селище Привітне Теплицького району Вінницької області, вулиці Леніна селища Ленінка на вулицю Хутірська” щодо погодження перейменування селища Ленінка Теплицького району Вінницької області на селище Привітне Теплицького району Вінницької області."
19 липня 2020 року, в результаті адміністративно-територіальної реформи і ліквідації Теплицького району, селище увійшло до складу Гайсинського району. 
29 червня 2023 року селище Ленінка Верховною Радою України перейменоване на селище Привітне.